# Mongkut

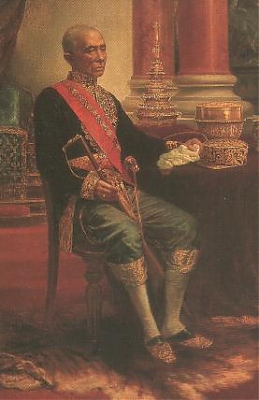
Porträt König Mongkuts im Großen Palast

Unterschrift: S[omdet] P[hra] P[oramenthra] M[aha] Mongkut, Rex Siamensium

Mongkut (Aussprache: [moŋkùt]) oder Rama IV. (* 18. Oktober 1804 in Bangkok, Thailand; † 18. Oktober 1868 ebenda) war von 1851 bis 1868 König von Siam, dem heutigen Thailand. Er gab sich selbst den Namen Phra Chom Klao, gesprochen: [pʰráʔ ʨɔːm klâw], der auch in Thailand verwendet wird (Thai: พระบาทสมเด็จ พระจอมเกล้าเจ้าอยู่หัว).
Vor seiner Thronbesteigung war Mongkut buddhistischer Mönch und begründete den Thammayut-Orden. Auch später noch beschäftigte er sich mit Religionen, Wissenschaft und Geschichte. Mongkuts Herrschaft gilt in vielen Darstellungen der thailändischen Geschichte als Beginn der Modernisierung des Landes. Er schloss eine Reihe wichtiger Verträge mit westlichen Staaten, darunter 1855 den Bowring-Vertrag mit Großbritannien. In seine Amtszeit fällt auch der Beginn offizieller deutsch-thailändischer Beziehungen. 

## Leben

### Kindheit

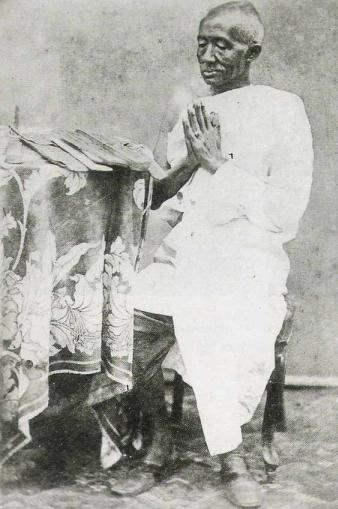
Mongkut mit Tonsur und Mönchsrobe

Prinz Mongkut war der Enkel des Begründers der Chakri-Dynastie Phra Phutthayotfa (Rama I.) und der älteste überlebende Sohn von König Phra Phutthaloetla (Rama II.) und dessen Hauptfrau Königin Sri Suriyendra. Der erste Sohn des Königspaars war bei der Geburt 1801 gestorben. Prinz Chudamani (der spätere Vizekönig Pinklao) war sein vollbürtiger Bruder. Daneben hatte er zahlreiche Halbgeschwister aus den Ehen des Vaters mit seinen Nebenfrauen. Mongkut war fünf Jahre alt, als sein Vater im Jahre 1809 zum König gekrönt wurde. Anschließend hatte er aufgrund des Status seiner Mutter den höchsten Prinzenrang Chao Fa. Zum Uparaja („Vizekönig“ und designierten Thronfolger) ernannte der Vater aber seinen Bruder Maha Senanurak. Da dieser selbst schon vor dem König starb, war die Thronfolge anschließend nicht festgelegt. 
Nach dem Tod Ramas II. im Jahr 1824 oblag es daher einem Rat aus Prinzen, Ministern und hohen buddhistischen Geistlichen, einen geeigneten Nachfolger zu bestimmen. Der Rat wählte Mongkuts 16 Jahre älteren Halbbruder Chetsadabodin (Sohn einer der Nebenfrauen des verstorbenen Königs) und dieser wurde zum König gekrönt. Er ging als Rama III. oder Phra Nang Klao in die Geschichtsbücher ein. Mongkut wurde hingegen zum buddhistischen Mönch geweiht. Einige westliche Berichterstatter, die nicht mit den Gepflogenheiten in Siam vertraut waren, bezeichneten Mongkut als den legitimen Thronerben und Chetsadabodin als „unehelichen“ Sohn des verstorbenen Königs, der den Thron usurpiert habe. Sie behaupteten, dass Mongkut in den Mönchsstand fliehen musste, um sein Leben zu retten. Aus thailändischer Sicht waren aber auch Söhne der Nebenfrauen mögliche Nachfolger und die Wahl Chetsadabodins nichts Ungewöhnliches.
Wahrscheinlich ist, dass der alte König noch vor seinem Tod Chetsadabodin zu seinem Nachfolger bestimmt und die Mönchsweihe Mongkuts in die Wege geleitet hatte, um Intrigen oder gar einen Bürgerkrieg um die Thronfolge zu verhindern. Aus einem solchen Konflikt wäre der viel reifere, in Staatsangelegenheiten erfahrene und besser mit politisch einflussreichen Kreisen vernetzte Chetsadabodin wohl ohnehin als Sieger hervorgegangen.

### Die Zeit als buddhistischer Mönch
Im Alter von 20 Jahren wurde Prinz Mongkut, wie es die Tradition verlangte, im Wat Samorai (wörtlich „Kloster mit den Ankersteinen“, heute: Wat Rachathiwat) zum Mönch ordiniert (Mönchsname: Vajirañāṇo). Als er nach 3-jährigem Studium die Abschlussprüfung der Pali-Sprache mit Auszeichnung absolvierte, wurde er vom König zum Leiter des Pali-Prüfungsgremiums ernannt. Bei ausgedehnten Pilgerfahrten besuchte er die alten Hauptstädte Ayutthaya und Sukhothai, wo er die König Ramkhamhaeng zugeschriebene und auf das Jahr 1292 datierte Steinstele „Nr. 1“ fand, die als ältestes Dokument in thailändischer Schrift gilt. Ihre Authentizität wurde ab den 1980er-Jahren bestritten, gilt mittlerweile aber als gesichert. In der damaligen Provinz Nakhon Chai Si (dem heutigen Nakhon Pathom) entdeckte er 1831 den vom Dschungel überwucherten Phra Pathom Chedi, den Mongkut als älteste buddhistische Stätte in Südostasien und Teil der ältesten Stadt Thailands annahm. Später als König ließ er ab 1853 die verfallene Stupa (Chedi) mit einer neuen, größeren, im sri-lankischen Stil überbauen, die erst nach seinem Tod 1870 fertiggestellt wurde. Auf seinen Reisen lernte Mongkut das Land sozusagen „von unten her“ kennen. 
Um 1835 gründete Mongkut den Thammayut-Orden. Er bemühte sich im Sinne einer reformierten Orthodoxie um eine Rückbesinnung auf die Ursprünge des Theravada-Buddhismus und eine Zurückweisung von später entstandenen, nicht im Pali-Kanon der Lehrreden des Buddha begründeten Bräuchen und Dogmen sowie synkretischen Elementen des Volksglaubens. Insbesondere achtete er auf eine strikte Einhaltung der Vinaya (Ordensregeln für buddhistische Mönche). Zugleich betonte er die rationalen Aspekte des Buddhismus, um diesen mit Erkenntnissen der modernen Wissenschaft in Einklang zu bringen. Mongkut wurde 1836 zum Abt des Wat Bowonniwet in Bangkok berufen, das sich zum geistigen Zentrum seines Ordens entwickelte. 
In seiner Klosterzeit lernte er Latein und Englisch und setzte sich intensiv mit der europäischen Wissenschaft (besonders der Astronomie) und Kultur auseinander. Zu seinen Gesprächspartnern zählten z. B. der französische Bischof Jean-Baptiste Pallegoix und die protestantischen amerikanischen Missionare Caswell und Bradley. In diesem Zusammenhang ist von Prinz Mongkut dieser Kommentar zum Christentum überliefert: „Was Ihr die Menschen zu tun lehrt, ist bewundernswert. Aber was Ihr sie zu glauben lehrt, ist töricht.“ Als Mongkut den Mönchsstand verließ, um König zu werden, umfasste der Thammayut-Orden nur rund 150 Mönche, sein Einfluss war aber aufgrund des königlichen Prestiges weit größer als die Zahl seiner Mitglieder. Bis heute ist er der im Vergleich zur Mahanikai („großen Glaubensgemeinschaft“) weitaus kleinere Orden, stellte aber seit Mitte des 19. Jahrhunderts die meisten der Obersten Mönchspatriarchen (sangharaja) Thailands.

### Krönung zum König von Siam

König Mongkut 1866 im Ornat

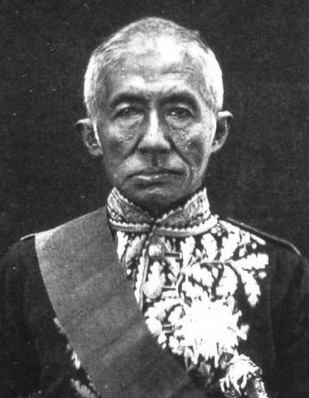
König Mongkut in europäischer Uniform; Photographie von John Thomson, 1865 oder ’66

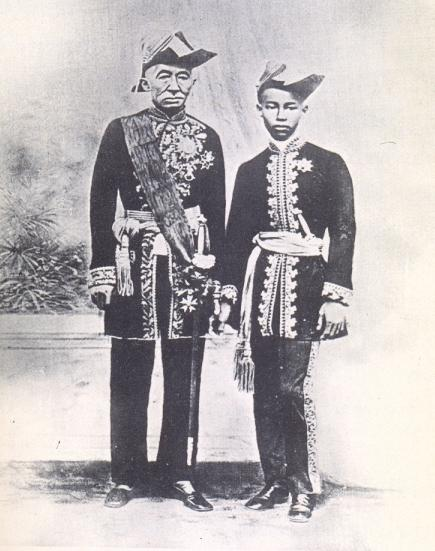
König Mongkut mit seinem Sohn und Thronfolger Prinz Chulalongkorn

Als König Rama III. im Frühjahr 1851 im Sterben lag, war die Thronfolge wiederum nicht klar geregelt. Dessen zunächst als Stellvertreter und designierter Thronfolger (Uparaja) eingesetzter Onkel Sakdiphonlasep war schon lange verstorben. Die konkurrierenden Parteien bereiteten sich bereits auf einen militärischen Machtkampf vor: Es erschien sowohl möglich, dass die Krone auf einen der Söhne Ramas III. übergehen würde, als auch, dass der 27 Jahre zuvor übergangene Prinz Mongkut nun zum Zuge käme. Letzterer wurde von den reformorientierten Kräften und namentlich von der Familie Bunnag unterstützt, deren Oberhaupt Chaophraya Prayurawong (Dit) unter Rama III. sowohl Minister des Phra Khlang (Schatz- und Außenhandelsministeriums) als auch Samuha-Kalahom (Chefminister der Südprovinzen) war. 
Wie der damals in Bangkok ansässige US-amerikanische Missionar Dan Beach Bradley in der Singapore Straits Times berichtete, kam am 15. März 1851 ein großer Rat aus Prinzen, Ministern und anderen Adligen im Palast zusammen, auf der sich Prayurawong mit dem Vorschlag durchsetzte, Mongkut zum neuen König und seinen Bruder Chuthamani zum Uparaja (Zweiten König oder Vizekönig) zu machen. Laut Bradley war auch der alte König mit dieser Lösung einverstanden und er rief Mongkut an sein Krankenbett, um ihn auf sein Amt vorzubereiten. Sechs Wochen nach dem Tod seines Vorgängers wurde er am 15. Mai um 07:30 Uhr in einer grandiosen Zeremonie zum König von Siam gekrönt. Er bestieg den Thron als ein Mann, der sowohl sein eigenes Land gut kannte als auch Kenntnisse über das Ausland hatte.

## Die Politik von Rama IV.
Rama IV. führte eine alte Tradition aus Ayutthaya fort, indem er seinen jüngeren Bruder Chuta Mani als Uparat (etwa: „Zweiter König“) einsetzte, der als König Pinklao für die Verteidigung und das Militär zuständig war. 

### Bildungspolitik
Rama IV. ließ für Kinder der Höflinge und seinen zahlreichen Nachwuchs im Palast eine Schule einrichten. Die Schüler wurden angehalten, die englische Sprache zu erlernen. Von 1862 bis 1867 wurden sie von der Britin Anna Leonowens unterrichtet.
1855 gründete er im Palast eine erste Druckerei, in der das Amtsblatt Government Gazette hergestellt wurde.

### Wirtschaftspolitik
Für die Stabilisierung der Wirtschaft schloss Mongkut Handelsabkommen mit England, den USA, Dänemark und Frankreich ab und ließ die Königliche Münze errichten. Die starke Erweiterung des Handelsvolumens, insbesondere zwischen Siam und England, sorgte für die Nachfrage nach Arbeitskräften in der Hauptstadt, Bangkok wuchs deshalb kräftig und musste um Kanäle und Straßen (unter anderem die Thanon Silom und die Thanon Charoen Krung – die erste gepflasterte Straße Siams) erweitert werden. War zu Beginn des 19. Jahrhunderts noch China der wichtigste Handelspartner des Reiches, so trat nach der Schwächung des Reiches der Mitte als Folge der Opiumkriege England an dessen Stelle.

### Außenpolitik
König Mongkut (Rama IV.) setzte die seit König Narai bewährte Schaukelpolitik gegenüber den Kolonialmächten erfolgreich fort und konnte somit Siams Unabhängigkeit wahren. Gegenüber China verhielt sich Mongkut selbstbewusster als seine Vorgänger und versuchte den Eindruck zu vermeiden, Siam wäre dessen Vasall. Er wusste besser als die anderen Monarchen in Südostasien, welche Weltsicht Europa hatte und dass eine Tributpflicht gegenüber China seinem Reich nichts nützen würde. 
Mit dem Gesandten John Bowring als Vertreter des seinerzeit von Königin Viktoria regierten Vereinigten Königreichs Großbritannien und Irland schloss Mongkut am 18. April 1855 einen Freundschafts- und Handelsvertrag, bekannt als Bowring-Vertrag. Dieser vereinfachte die Geschäftstätigkeit britischer Untertanen in Siam und entzog sie der siamesischen Gerichtsbarkeit (Exterritorialität). Da er einseitig die Souveränität Siams beschränkte, gilt er als ungleicher Vertrag. Zugleich stellt er einen Meilenstein in der Modernisierung Siams dar. Drei Jahre später eröffneten die Hansestädte Hamburg, Lübeck und Bremen ein gemeinsames Konsulat in Bangkok. Der 1862 mit Friedrich zu Eulenburg geschlossene preußisch-siamesische Freundschaftsvertrag stellt den offiziellen Beginn diplomatischer Beziehungen zwischen Deutschland und Thailand dar.
Ein im Jahr 1861 noch an den scheidenden amerikanischen Präsidenten James Buchanan gerichtetes Angebot Ramas IV., den USA eine Herde Elefanten zuzuwenden, wurde 1862 von Buchanans Nachfolger Abraham Lincoln höflich, doch unter Verweis zum einen darauf, dass das amerikanische Gebiet nicht in für Elefanten zuträgliche Breiten reiche, zum anderen auf die in den USA bereits verbreitete Nutzung der Dampfkraft abgelehnt.

## Rama IV. als Autor und Wissenschaftler

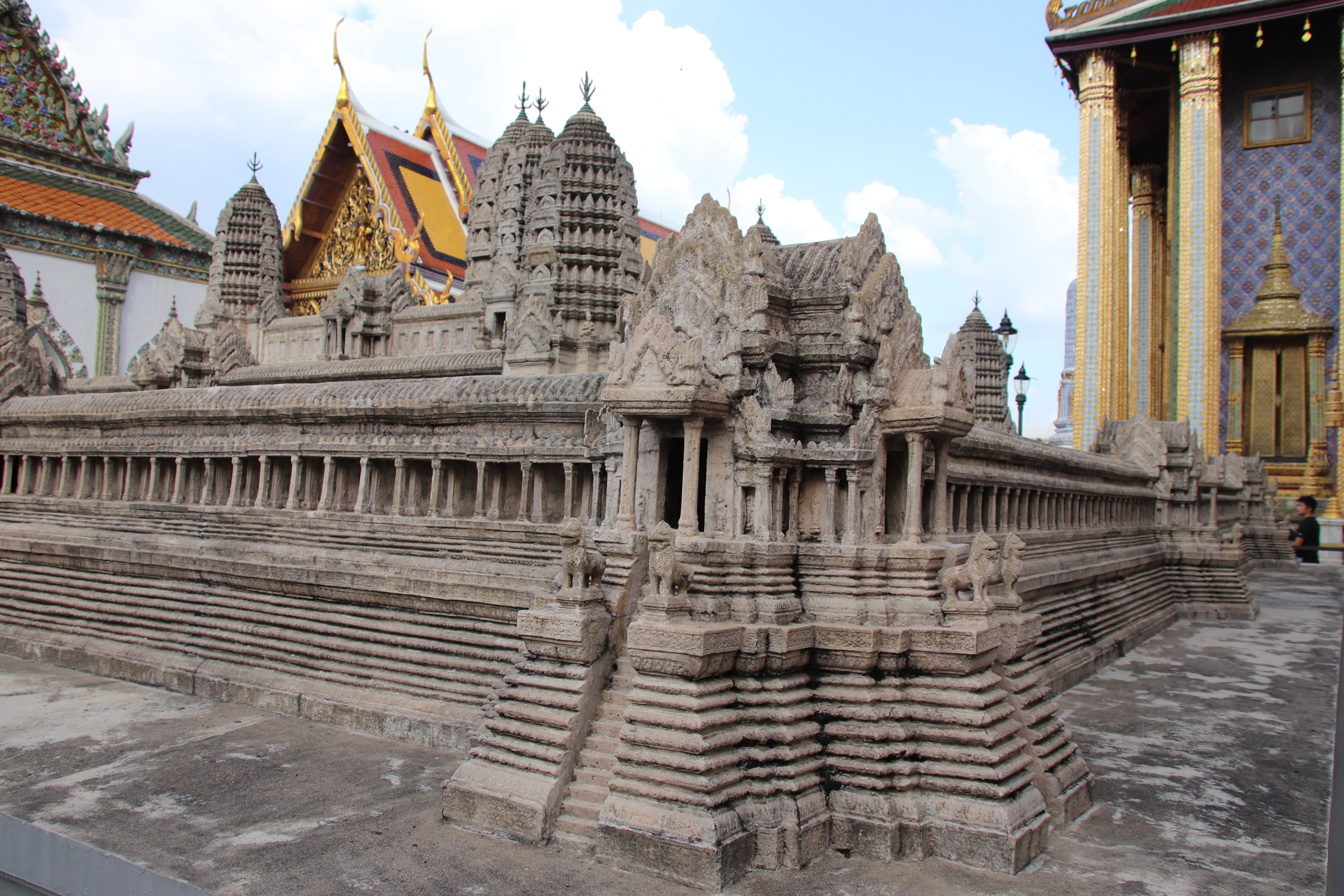
Modell von Angkor Wat auf dem Gelände des Großen Palasts in Bangkok

### Kulturgeschichte
Wie seine Vorgänger verfasste Rama IV. auch selbst Bücher, vor allem zur Geschichte und zu den Sitten des Landes, aber auch über die Legende des Smaragd-Buddha, der im Wat Phra Kaeo in Bangkok seinen Platz gefunden hatte. Er führte auch das Urheberrecht in Siam ein. 
Mongkut begann, alte Tempelanlagen und Buddhastatuen nicht nur in ihrer religiösen Funktion, sondern – nach westlichem Vorbild – auch als erforschens- und bewahrenswerte Kunstwerke bzw. historische Denkmäler anzusehen. Er kann als Pionier der Altertumskunde oder Archäologie in Thailand angesehen werden. Während Mongkuts Herrschaft erkundete der Franzose Henri Mouhot die Tempelanlagen von Angkor Wat im Nordwesten Kambodschas, der damals noch zum Einflussbereich Siams gehörte, und machte sie in Europa bekannt. Der König ließ die Anlage 1867 vermessen und ein maßstabsgetreues Modell aus Stein anfertigen, damit die Bangkoker Öffentlichkeit eine Replik dieses Denkmal bewundern konnte.
In seinem Palast hatte Mongkut einen Raum, in dem er Kuriositäten und wissenschaftliche Instrumente sammelte – ähnlich der Wunderkammer europäischer Monarchen in der Zeit der Aufklärung – und den er phiphithaphan (wörtlich „diverse Objekte“) nannte. Nach seinem Tod verlegte sein Sohn Chulalongkorn die Sammlung in das neue Gebäude Sala Sahathai Samakhom (Concordia-Halle) außerhalb des Großen Palasts, das als Vorläufer des heutigen Nationalmuseums angesehen werden kann. Phiphithaphan wurde zum thailändischen Wort für „Museum“.

### Astronomie
Seine Liebe zur Wissenschaft brachte ihm indirekt den Tod: Er hatte die Sonnenfinsternis vom 18. August 1868 vorausberechnet, in der Bahn des Kernschattens bei Prachuap Khiri Khan (99,7° O,  11,45° N) einen Beobachtungsstand erbauen lassen und viele Wissenschaftler und Würdenträger wie den Gouverneur von Singapur, Sir Henry Orde, eingeladen. Die Sonnenfinsternis fand exakt so statt, wie der König es berechnet hatte. Der Platz lag jedoch in einem Sumpfgebiet voller Moskitoschwärme, so dass der König sich mit Malaria infizierte, an der er am 18. Oktober 1868, seinem 64. Geburtstag, in Bangkok verstarb.
Zum Nachfolger wurde sein ältester Sohn Chulalongkorn bestimmt, der den Herrschernamen Phrabat Somdet Phra Chula Chomklao Chaoyuhua annahm.

## Rezeption und Fiktion
Das Bild Mongkuts in der westlichen Welt wurde durch die 1870 veröffentlichten Memoiren von Anna Leonowens beeinflusst, die von 1862 bis 1867 in Bangkok lebte und den Kindern des Königs Englischunterricht gab. Auf ihren Berichten beruht Margaret Landons Roman Anna and the King of Siam (1943; deutsch Der König und ich), der wiederum Vorlage für das Musical The King and I (1951) von Rodgers und Hammerstein sowie vier Verfilmungen war. Sowohl in der Bühnenfassung am Broadway als auch in deren Verfilmung von 1956 sowie der Fernsehserie von 1972 verkörperte Yul Brynner die Rolle des Königs.  
Diese weitgehend fiktive Darstellung des Königs als teils infantilem, teils jähzornigen Despoten (der obendrein in Landons Fiktion auch noch in Leonowens verliebt gewesen sei) ist jedoch grob verzerrend. Bereits Mongkuts Nachfolger Chulalongkorn beklagte sich 1897 bei einem Treffen mit seiner früheren Lehrerin Leonowens, warum sie ein so „boshaftes“ Buch geschrieben habe, das seinen Vater „äußerst lächerlich“ dastehen lasse. Die Popularität von Landons Roman und dessen erster Verfilmung Anna und der König von Siam (1946) mit Irene Dunne und Rex Harrison in den Hauptrollen forderten den thailändischen Botschafter in den USA und späteren Ministerpräsidenten Seni Pramoj und seinen Bruder Kukrit Pramoj 1948 zu einer englischsprachigen Veröffentlichung von eigenen Schriften Mongkuts unter dem Titel The King of Siam Speaks heraus, um dessen Bild im Westen zu rehabilitieren.
Der amerikanische Historiker und Kunstsammler Alexander Brown Griswold, der jahrelang in Thailand lebte, brachte 1961 eine Biographie Mongkuts heraus, in der er Leonowens Darstellung weitgehend widerlegte und bezweifelte, dass diese überhaupt eine größere Rolle im Leben des Herrschers oder seiner Kinder gespielt habe. In Thailand sind die auf der Leonowens-Geschichte beruhenden Filme aufgrund des strengen Gesetzes gegen Majestätsbeleidigung verboten.